# Lake Worth Corridor
Lake Worth Corridor fue un lugar designado por el censo ubicado en el condado de Palm Beach en el estado estadounidense de Florida. En el Censo de 2000 tenía una población de 18.663 habitantes y una densidad poblacional de 2.119,36 personas por km².

## Geografía
Lake Worth Corridor se encuentra ubicado en las coordenadas 26°37′12″N 80°6′1″O / 26.62000, -80.10028. Según la Oficina del Censo de los Estados Unidos, Lake Worth Corridor tiene una superficie total de 8.81 km², de la cual 8.81 km² corresponden a tierra firme y (0%) 0 km² es agua.

## Demografía
Según el censo de 2000, había 18.663 personas residiendo en Lake Worth Corridor. La densidad de población era de 2.119,36 hab./km². De los 18.663 habitantes, Lake Worth Corridor estaba compuesto por el 63.30%% blancos, el 13.62%% eran afroamericanos, el 0.56%% eran amerindios, el 1.18%% eran asiáticos, el 0.08%% eran isleños del Pacífico, el 15.95%% eran de otras razas y el 5.32%% pertenecían a dos o más razas. Del total de la población el 40.79%% eran hispanos o latinos de cualquier raza.